# Натанаель Прінгсгайм
Натанаель Прінгсгайм (нім. Nathanael Pringsheim 30 листопада 1823 — 6 жовтня 1894) — німецький ботанік.

## Біографія
Натанаель Прінгсгайм народився в місті Гожув-Шльонський, навчався у Вроцлавському, Лейпцизькому та Берлінському університетах. У 1848 році він закінчив навчання та отримав ступінь доктора філософії, захистивши дисертацію De forma et incremento stratorum crassiorum in plantarum cellula, і швидко став лідером у великому ботанічному відродженні 19 століття.
Прінгсгайм зробив значний внесок у розвиток наукової фізіології. Він був одним з перших, хто продемонстрував виникнення статевого процесу у рослин, і зробив зі своїх спостережень вагомі висновки щодо природи статевості.
Прінгсгайм разом із французькими дослідниками Гюставом Тюре та Жан-Батистом Борне вважається основоположником наукових знань про водорості. Він досліджував такі водорості як Vaucheria (1855), Oedogoniaceae (1855–1858), Coleochaeteae (1860), Hydrodictyon (1861) та Pandorina (1869); останнє згадане дослідження Прінгсгайм описав у праці «Beobachtungen über die Paarung de Zoosporen». Це було відкриття фундаментальної важливості; Прінгсгайм вважав спаровування зооспор примітивною формою статевого розмноження.
Серед його внеску в знання про вищі рослини особливої згадки заслуговує його вичерпна монографія про цікавий рід водних папоротей Сальвінія. Його кар'єра як морфолога завершилася у 1876 році публікацією праць про чергування поколінь у нижчих рослин та мохів. З 1874 року і до кінця свого життя діяльність Прінгсгайма була в основному спрямована на фізіологічні питання: він опублікував теорію асиміляції вуглецю зеленими рослинами, центральною точкою якої є концепція хлорофіл-пігменту як екрана, головною функцією якого є захист протоплазми від світлових променів, які нейтралізують її асиміляційну активність шляхом стимуляції занадто активного дихання. Ця точка зору не була прийнята як така, що пропонує адекватне пояснення феномену. У 1858 році Прінгсгайм заснував та редагував до кінця свого життя класичний журнал «Jahrbücher für wissenschaftliche Botanik», який досі носить його ім’я. У 1882 році він заснував Німецьке ботанічне товариство та був його першим президентом.
Прінгсгайм працював переважно у своїй приватній лабораторії в Берліні; він обіймав важливу викладацьку посаду лише чотири роки, у 1864–1868 роках, коли він був професором у Єні. У молодості він був захопленим політиком на боці лібералів. Помер у Берліні.
Більш повну інформацію про кар’єру Прінгсгайма можна знайти в Nature, (1895) том. II, та у Berichte der deutschen botanischen Gesellschaft, (1895) том. XIII. Остання написана його другом та колегою Фердинандом Коном.

## Вшанування пам'яті
На честь Натанаеля Прінгсгайма було названо:
- рід грибів Pringsheimia Schulzer 1866 родини Saccotheciaceae
- рід зелених водоростей Pringsheimiella
- рід грибів Pringsheimiella